# Victorella soulei
Victorella soulei är en mossdjursart. Victorella soulei ingår i släktet Victorella och familjen Victorellidae. Inga underarter finns listade i Catalogue of Life.